# Bundesstraße 16n
Bundesstraße 16n war die Bezeichnung des etwa 40 km langen Neubaus der Bundesstraße 16 in der Oberpfalz, welcher vom Rodinger Stadtteil Altenkreith über Nittenau, Bernhardswald und Wenzenbach nach Regensburg führt und dort in die Bundesautobahn 93 einmündet. Mit dem Streckenneubau wurde die kurvenreiche ehemalige Bundesstraße 16 zwischen Roding und Bernhardswald entlastet und ein rascherer Verkehrsfluss gewährleistet.
Mittlerweile ist die alte B 16 abgestuft und die bisherige B 16n als B 16 ausgeschildert. Damit ist die Bundesstraßennummer 16n entfallen.